# Ērgļi
 Ērgļi  (deutsch Erlaa) ist eine Kleinstadt im Nordosten Lettlands am Ufer der Ogre.

## Geschichte

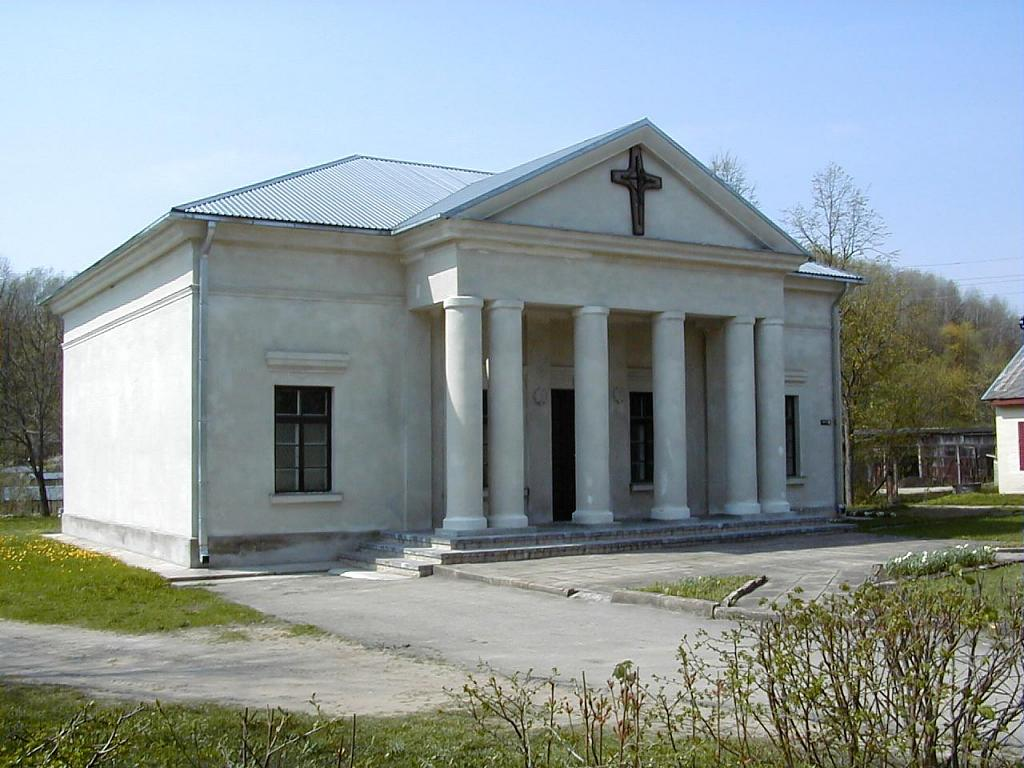
Katholische Heiligkreuzkirche in Ērgļi

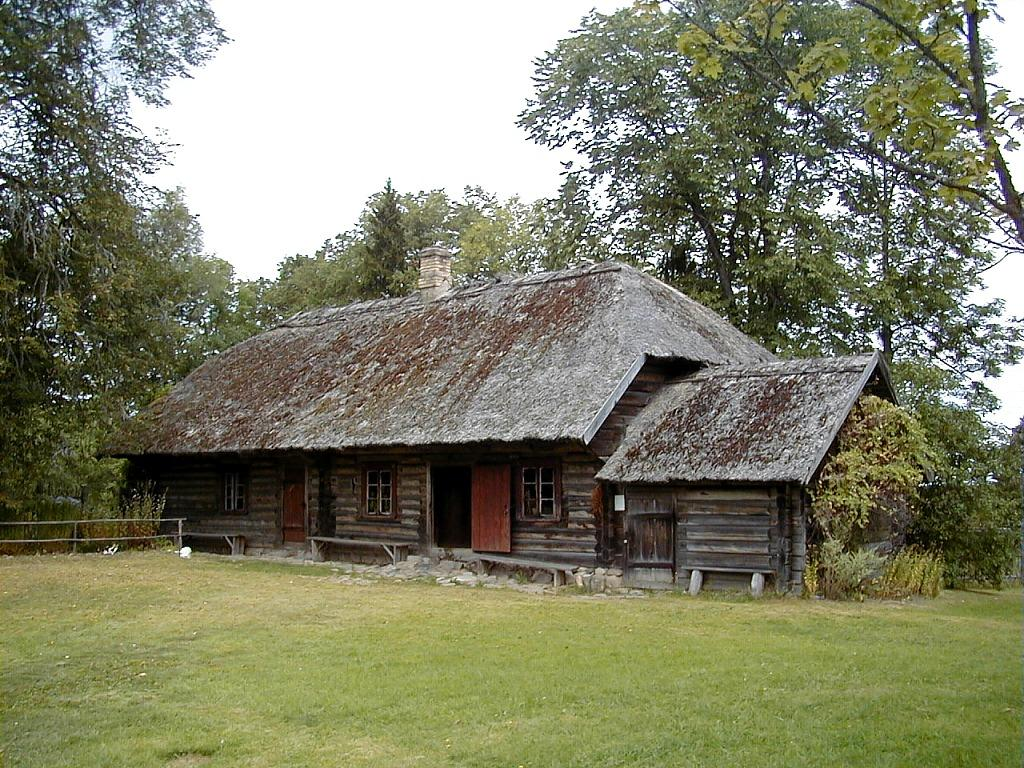
Hof und Museum Blaumanis in Braki bei Ērgļi

### Mittelalter
An der Ogre befand sich eine der größten Burgen der Lettgallen. Ab 1211 gehörte das umliegende Gebiet zum Schwertbrüderorden und später zum Erzbistum Riga. 1334 wurde die Burg des Deutschen Ordens in Ērgļi erstmals schriftlich erwähnt. Die Burg Erlaa und das zugehörige Rittergut waren jahrhundertelang im Besitz der Familie Tiesenhausen. 1355 ließ Engelbrecht von Tiesenhausen, ein Lehnsmann des Erzbischofs von Riga, bei der Burg eine Kirche bauen.

### Frühe Neuzeit
Nach dem Livländischen Krieg (1558–1583) fiel Livland an Polen-Litauen und die Burg Ērgļi kurzzeitig an Albert Dembinski, den Starost von Koknese. Seit 1598 gehörte Ērgļi wieder der Familie Tiesenhausen. Nach dem Großen Nordischen Krieg (1700–1721) fiel Livland an das Kaiserreich Russland.
Ab 1782 war Ērgļi im Eigentum der Familie Transehe-Roseneck.

### 19. und 20. Jahrhundert
Beim Rittergut Erlaa entstand im 19. Jahrhundert allmählich die heutige Ortschaft Ērgļi. 1816 wurde eine kleine Dorfschule eingerichtet. Während der Revolution von 1905 kam es auch in Ērgļi zum Aufstand der Landarbeiter und Kleinbauern gegen die deutschbaltischen Grundherren. Dabei wurden das Schloss Ērgļi und der nordwestlich davon gelegene Gutshof Katrīna niedergebrannt. Durch die Agrarreform der jungen lettischen Republik wurde Eduard von Transehe-Roseneck, der letzte Besitzer von Schloss und Rittergut Erlaa, 1920 enteignet.
1935 zählte Ērgļi 331 Einwohner. Eine von Riga kommende Eisenbahnlinie, die in Ērgļi endete, wurde 1937 fertiggestellt. Sie war bis 2009 in Betrieb.
Im Zweiten Weltkrieg lag der Ort 1944 in der Kampfzone und wurde vollständig zerstört. In der Nachkriegszeit wuchs Ērgļi durch Ansiedlung von Industrie.

## Ērgļu novads
2006 schlossen sich die Stadt und zwei umliegende Gemeinden zu einer Verwaltungseinheit zusammen. Im Jahr 2010 zählte sie 3535 Einwohner. 2021 ging dieser Bezirk Ērgļi (Ērgļu novads) im neuen Bezirk Madona auf.

## Sehenswürdigkeiten
- 3 km von Ērgļi entfernt befindet sich in dem Weiler Braki das Geburtshaus des Dramatikers Rūdolfs Blaumanis, in dem 1959 ein Gedenkmuseum eingerichtet wurde.
- Die Ruinen der Bischofsburg Erlaa befinden sich im Ortszentrum in den Auen des Flusses Oger.

## Persönlichkeiten
- Der Arzt August Erich Kyber (* 1794) wurde hier geboren.

## Partnerstadt
- Kölln-Reisiek (Deutschland)